# دنيس غوستافسون
دنيس غوستافسون (بالسويدية: Dennis Gustavsson)‏ هو لاعب باندي ‏ سويدي، ولد في 17 فبراير 1972.